# Przenośniki białkowe
Przenośniki białkowe są integralnymi białkami błonowymi odpowiedzialnymi za selektywny transport substancji przez błonę komórkową. Cząsteczki wiązane są specyficznie pojedynczo do przenośnika po jednej stronie błony i po zmianie jego konformacji uwalniane po drugiej stronie. 
Za pośrednictwem przenośników białkowych mogą być transportowane zarówno małe cząsteczki organiczne (np. cukry, aminokwasy), jak i nieorganiczne jony (np. Na+, H+). Odbywa się to na zasadzie transportu biernego lub transportu aktywnego. Transport aktywny może przebiegać w następującymi drogami:
- przenośniki sprzężone – transport cząsteczki wbrew gradientowi elektrochemicznemu sprzężony jest z transportem innej cząsteczki odbywającym się zgodnie z gradientem (symport, antyport), np. kotransporter glukozowo-sodowy (SGLT);
- pompy napędzane ATP – transport cząsteczki wbrew gradientowi elektrochemicznemu sprzężony jest z hydrolizą wysokoenergetycznych wiązań w ATP, np. pompa sodowo-potasowa;
- pompy napędzane światłem – transport cząsteczki wbrew gradientowi elektrochemicznemu sprzężony jest z wprowadzeniem energii ze światła, np. bakteriorodopsyna.